# السنفية (إب)

تعديل مصدري - تعديل

السنفية محلة تابعة لقرية المحجر، التابعة لعزلة شعب يافع بمديرية إب إحدى مديريات محافظة إب في الجمهورية اليمنية.، بلغ تعداد سكانها 164 حسب تعداد اليمن لعام 2004.